# Acidente do Beechcraft Baron prefixo PT-LYG em 2021
O Acidente do Beechcraft Baron prefixo PT-LYG em 2021 foi um acidente aéreo ocorrido em Porto Nacional, no Tocantins. Em 24 de janeiro de 2021, a aeronave transportava cinco integrantes da delegação do Palmas Futebol e Regatas e um piloto de Porto Nacional até o Aeroporto Internacional de Goiânia, porém, o Beechcraft Baron se acidentou logo após a decolagem, morrendo todos a bordo.
Nas redes sociais do time foram compartilhadas imagens do último treino realizado no Tocantins no dia anterior do acidente. O jogo estava marcado para as 16h no dia seguinte, em Goiânia. Mas o próprio Vila Nova emitiu nota lamentando o acidente e informando colaboraria para o adiamento da partida. Horas depois do ocorrido, a CBF anunciou o adiamento do jogo.

## Antecedentes

### Palmas Futebol e Regatas
O Palmas Futebol e Regatas foi fundado em 31 de janeiro de 1997, oriundo empréstimo da documentação da equipe amadora da Sociedade Esportiva Canela. Estreou no Campeonato Tocantinense de Futebol no mesmo ano, sendo a primeira equipe de Palmas a estrear no torneio. Foi vice-campeão em 1998 e passou a ganhar destaque na década de 2000, onde conquistou cinco títulos e dois vice-campeonatos, além de chegar às quartas de final da Copa do Brasil de 2004.
A partir da década de 2010, o Palmas passou pelo seu pior momento na história, sendo rebaixado pela primeira vez em 2010. Conquistou o acesso no mesmo ano e foi rebaixado novamente em 2012. Retornou novamente e voltou aos torneios nacionais em 2015, na Série D, com uma boa campanha no estadual, onde foi eliminado apenas nas oitavas de final. Foi rebaixado em 2016, onde não conquistou o acesso.
Em 2017, Lucas Meira tornou-se presidente do Palmas. Ele investiu nas categorias de base, buscou o aumento de desempenho dos atletas, marketing, parcerias, dentre outros, ajudando o clube a conquistar o acesso naquele ano, e posteriormente, o Palmas voltou a ter destaque estadual e nacional. Conquistou dois títulos estaduais seguidos em 2018 e 2019 e vagas na Copa do Brasil e Série D. Pela conquista de 2019, conquistou também uma vaga na Copa Verde de 2020, mas com o adiamento devido à pandemia de COVID-19 no Brasil, seria disputada apenas em 2021. Em 20 de janeiro, pela primeira fase, eliminou o Real Noroeste, e pela segunda fase cinco dias depois, enfrentaria o Vila Nova. Apesar disso, vinha de uma sequência ruim da Série D de 2020, com nenhuma vitória em 14 jogos.

### Acidente do PT-LYG em 2014
Em 17 de agosto de 2014, a aeronave decolou do Aeródromo Piquet até o Aeródromo Botelho, no Distrito Federal. Durante a aproximação, o piloto esqueceu de abaixar o trem de pouso por estar totalmente concentrado na velocidade e aproximação com a pista. Entrevistado pelo CENIPA, o piloto disse que realizou o checklist antes de pousar, mas mesmo com o alarme de abaixar o trem de pouso soando, prosseguiu com o pouso. A aeronave sofreu danos nos motores e não houve feridos. Posteriormente passou por manutenção para reparar os danos e retornou as operações alguns meses depois.

## Aeronave e tripulação
A aeronave envolvida no acidente era um Beechcraft Baron, número de série TC-2442, prefixo PT-LYG e fabricada em 1982. Sua capacidade era de seis ocupantes. Era uma aeronave privada, sendo adquirida pela Construtora Meirelles Mascarenhas Ltda., uma construtora do Pará, em 28 de outubro de 2020, contudo, não havia permissão para realizar voos de táxi aéreo. A aeronave estava apta a voar e com a manutenção regular, mas podia ser utilizada apenas pelos proprietários ou em voos não remunerados.
No entanto, a assessoria do Palmas informou na época que a aeronave havia sido adquirida há pouco tempo pelo presidente do clube Lucas Meira, em fase de transferência, e não estava em serviço de táxi aéreo. Embora isso, a Agência Nacional de Aviação Civil (ANAC) negou que um pedido de transferência havia sido feito.
O Beechcraft Baron estava sendo pilotado por Wagner Machado Júnior, de 59 anos. Em 1979, realizou o curso de Piloto Privado - Avião (PPR), na Elite Escola de Aviação, em Goiânia. Iniciou sua carreira em 1989, mas como sua Caderneta Individual de Voo (CIV) foi destruída no acidente, não foi possível verificar suas horas de voo, no entanto, em um levantamento do CIV Digital de Wagner, foram identificadas 370 horas totais, todas em aeronaves de asa fixa, entre 2006 a 2021. Era casado, tinha duas filhas e era torcedor do Vila Nova, mesmo clube pelo qual o Palmas enfrentaria. Na sua família, ele havia perdido dois membros por acidentes aéreos: seu pai, em 1971, e um irmão, em 1991; os dois como pilotos.

## Passageiros
Os passageiros eram parte da delegação do Palmas e estavam viajando separadamente por precaução, pois haviam testado positivo por COVID-19 e o período de isolamento se encerraria naquele mesmo dia. Abaixo estão as informações básicas sobre suas carreiras, por ordem alfabética:
- Guilherme Noé, de 28 anos, atuava como volante e iniciou sua carreira no Corinthians, passando também pelas categorias de base do Internacional-RS. Desde 2013, havia passado por mais de quatorze equipes. Em 2019, na sua primeira passagem pelo Palmas, foi campeão estadual, retornando no ano seguinte, vindo do Democrata de Governador Valadares;[14][15]
- Lucas Praxedes, de 23 anos, atuava como lateral-esquerdo e iniciou sua carreira na Inter de Limeira. Depois passou pelo Capivariano e outras seis equipes até chegar no Palmas dias antes, em 13 de janeiro, vindo do XV de Jaú;[14][15][16]
- Marcus Molinari, também de 23 anos, atuava como atacante e iniciou sua carreira no Villa Nova-MG. Além de passar por outros clubes de Minas Gerais, passou também pelo Sub-23 do Santos até chegar no Palmas em 2021. Era filho de Marinho, ídolo da torcida do Atlético Mineiro;[14][15][17]
- Ranule Gomes dos Reis, de 27 anos, atuava como goleiro e iniciou sua carreira no Democrata de Sete Lagoas. Além de passar por outros clubes de Minas Gerais, passou também pelo Atlético Itapemirim, Portuguesa Carioca, Resende e Sampaio Corrêa-RJ.[14][18][19]

Dentre eles, estava Lucas Meira, de 32 anos, empresário e presidente da Arara-azul. Nascido em Goiânia, morava em Palmas desde 2007, tornando-se presidente do clube em 2017, realizando uma ótima gestão e conquistando dois títulos estaduais seguidos. Em 2020, se candidatou à vice-prefeito de Palmas, contudo, desistiu por "motivos pessoais" e "divergências ao longo do processo".

## Acidente

### Decolagem e queda
De acordo com as mensagens enviadas pelo goleiro Ranule à esposa via WhatsApp, o embarque da aeronave iniciou por volta das 07h00min e a decolagem foi iniciada às 07h30min. Uma testemunha observou que durante a decolagem o trem de pouso auxiliar saiu do solo e depois voltou a ter contato com a pista e, após o trem de pouso ser recolhido, houve uma mudança repentina na altitude do Beechcraft e foi perdido a sustentação até a colisão contra o solo. O impacto ocorreu em altitude nivelada com inclinação neutra, cerca de 150 metros de distância da pista, e testemunhas relataram duas explosões após o acidente.

### Resgate
Todos os ocupantes a bordo morreram carbonizados.